# Anders (Mondkrater)
Anders ist ein Einschlagkrater auf der Mondrückseite.
Der Krater liegt im Süden der erdabgewandten Seite des Mondes, am südöstlichen Rand des großen Kraters Apollo, westlich von Buffon.
Der Kraterboden ist relativ eben mit einem kleinen Zentralberg von zirka 860 m Höhe. Der Höhenunterschied zwischen Kraterwall und Kraterboden liegt bei 3,17 km. Die Entstehungszeit des Kraters wird der nektarischen Periode zugerechnet.
Anders hat drei Nebenkrater:
| Buchstabe | Position            | Durchmesser | Link |
| --------- | ------------------- | ----------- | ---- |
| D         | 40,26° S, 140,86° W | 24 km       |      |
| G         | 41,81° S, 142,18° W | 20 km       |      |
| X         | 39,73° S, 144,25° W | 21 km       |      |

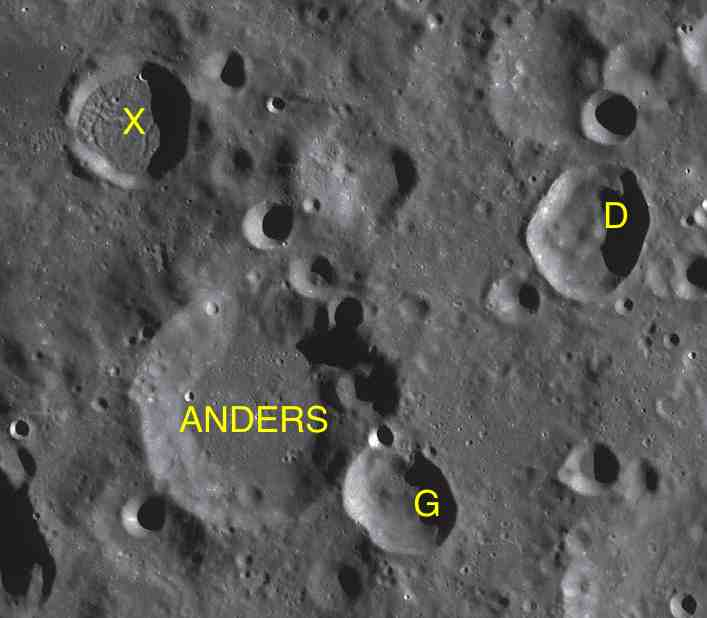
Anders mit seinen Nebenkratern

Der Krater wurde 1970 von der IAU offiziell nach dem US-amerikanischen Astronauten William Anders benannt. Bei dieser Benennung handelt es sich um eine der wenigen Ausnahmen, sechs US-amerikanische und sechs sowjetische Astronauten, bei denen ein Mondkrater nach lebenden Personen benannt wurde.